# Pinacodera semisulcata
Pinacodera semisulcata är en skalbaggsart som beskrevs av Horn. Pinacodera semisulcata ingår i släktet Pinacodera och familjen jordlöpare. Inga underarter finns listade i Catalogue of Life.